# دوري الدرجة الأولى الأرجنتيني 1967
دوري الدرجة الأولى الأرجنتيني 1967 هو الموسم السادس والسبعون من دوري الدرجة الأولى لكرة القدم في الأرجنتين. أشرف على تنظيمه اتحاد الأرجنتين لكرة القدم، وكان عدد الأندية المشاركة فيه 16، وفاز فيه إنديبندينتي.